# Györgyi Balogh
Györgyi Balogh (Hungría, 1 de mayo de 1948) fue una atleta húngara especializada en la prueba de 200 m, en la que consiguió ser subcampeona europea en 1971.

## Carrera deportiva
En el Campeonato Europeo de Atletismo de 1971 ganó la medalla de plata en los 200 metros, corriéndolos en un tiempo de 23.2 segundos, llegando a la meta tras la alemana Renate Stecher que con 22.7 s batió el récord de los campeonatos, y por delante de la polaca Irena Szewińska (bronce con 23.3 s).